# Georg von Yorry
Georg Friedrich Wilhelm Karl Julius Ernst von Yorry GCVO (* 11. April 1870 in Neustrelitz; † 21. September 1956 in Bischofswiesen) war ein deutscher Offizier und Hofbeamter. Yorry war der letzte Hofmarschall von Mecklenburg-Strelitz.

## Leben
Georg von Yorry stammte aus einer adligen Offiziersfamilie, die irischen Ursprungs sein soll und deren Mitglieder seit dem 18. Jahrhundert in hannoverschen und preußischen Diensten standen. Er war ein Sohn des Majors Leopold von Yorry (auch Jorry, * 1823; † 1879 in der Mendelssohnschen Privat-Irrenanstalt in Pankow), Adjutant von Herzog Georg zu Mecklenburg (1824–1876), und dessen Frau Marie, geb. von Petersdorff (* 1837 in Friedeberg (Neumark); † 1914 in Neustrelitz), einer Schwester des Generals Ernst von Petersdorff.
Nach dem frühen Tod seines Vaters wurde Georg von Yorry in die Kadettenanstalt in Berlin gegeben. Aus dem Kadettenkorps wurde er 1889 mit Beförderung zum Sekondeleutnant in das 1. Großherzoglich Mecklenburgisches Dragoner-Regiment Nr. 17 in Ludwigslust überwiesen. Im Dezember 1896 wurde er à la suite gestellt, um dem Herzog Paul Friedrich zu Mecklenburg [-Schwerin] als Hofchef zu dienen. Im September 1897 erfolgte seine Beförderung zum Premierleutnant. Nach einer kurzen Verwendung im 2. Hannoverschen Dragoner-Regiment Nr. 16 kam er 1900 zum 1. Garde-Dragoner-Regiment „Königin Viktoria von Großbritannien und Irland“ in Berlin. Am 29. Mai 1903 wurde er in diesem Regiment Rittmeister und Eskadron-Chef. In Berlin war von Yorry Mitglied im Brieftaubenverein Pfeil und setzte sich für die militärische Verwendung der Brieftauben ein.

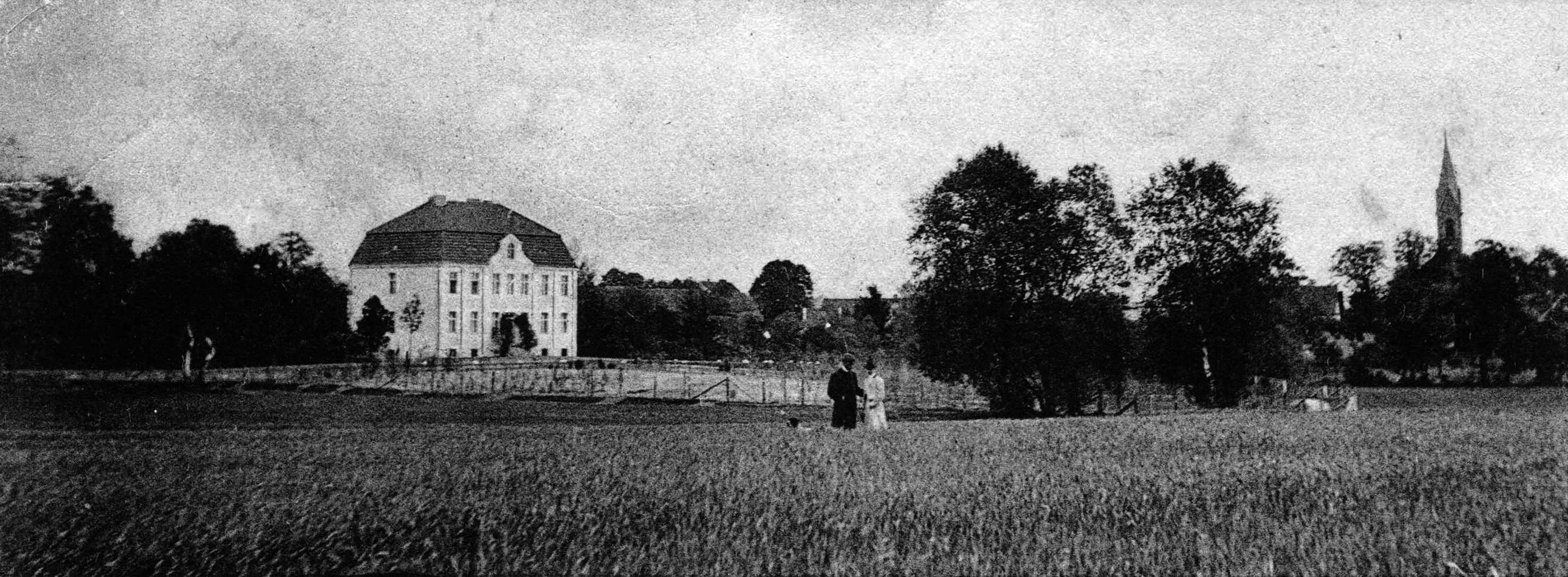
Herrenhaus Mühlenhof (1908)

Am 21. Juli 1906 wurde ihm der Abschied bewilligt. 1907 erwarb er das Herrenhaus Mühlenhof in Altthymen, Landkreis Templin (heute Ortsteil von Fürstenberg/Havel). In den folgenden Jahren stiftete er zusammen mit seiner Frau der Kirche von Altthymen (seit 1945 Ruine) unter anderem eine Altarbibel und Paramente.
1909 trat er als Kammerherr der Großherzogin Elisabeth in den Hofdienst von Mecklenburg-Strelitz. 1911 verkaufte er das Gut Mühlenhof an Major a. D. Graf Arthur von Bernstorff (1873–1949) und seine Frau Clara, geb. Stollwerck (1879–1968), und zog ganz nach Neustrelitz, wo er mit seiner Familie im Lüheschen Palais (Tiergartenstraße 19) wohnte.

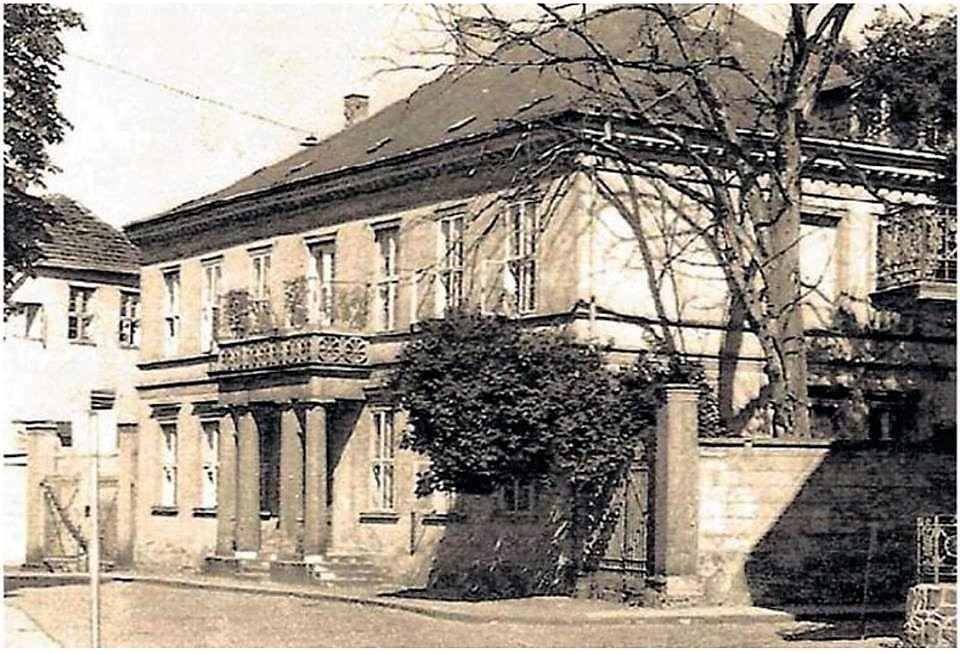
Tiergartenstraße 19, Neustrelitz (um 1920)

Am 17. November 1913 ernannte ihn Großherzog Adolf Friedrich V. zum Hofmarschall. Dies bedeutete eine deutliche Verjüngung des Hofmarschallamtes. Dem Hofmarschallamt unterstanden neben der Hofhaltung im Schloss Neustrelitz auch das Hoftheater und die Hofkapelle. Als Mitglied des Hofbauamts war er außerdem für den Bau des Großherzoglichen Parkhauses für den Erbgroßherzog mitverantwortlich. Als dieser als Adolf Friedrich VI. 1914 die Regierung antrat, behielt er von Yorry als Hofmarschall und engen Vertrauten. Er sandte ihn kurz vor Ausbruch des Ersten Weltkriegs nach London, um dem britischen Königshaus offiziell die Mitteilung vom Thronwechsel zu überbringen. Am 23. Juni 1914 wurde von Yorry von König Georg V. empfangen.
1917 engagierte sich Georg von Yorry bei der Gründung der Deutschen Vaterlandspartei in Mecklenburg.
Die letzte Amtshandlung des Hofmarschalls von Yorry war die Leitung der Trauerfeierlichkeiten nach dem Tod des Großherzogs, wahrscheinlich durch Suizid, Ende Februar 1918.
Georg von Yorry war seit 1901 verheiratet mit Sibylle, geb. Freiin von Zedtwitz (* 8. November 1879 in Münster; † 30. Januar 1959 in Bischofswiesen, Ortsteil Strub). Die Ehe blieb kinderlos. Sibylle von Yorry war in vielen Wohlfahrtseinrichtungen und dem Roten Kreuz aktiv. 1915 erhielt sie das Kreuz für Auszeichnung im Kriege für Frauen. Die gemeinsame Grabstätte des Ehepaars ist auf dem Alten Friedhof in Berchtesgaden.

## Haus Hubertus
Georg von Yorry war nach dem Ende der Hofhaltung in Neustrelitz durch den Tod des Großherzogs und die Novemberrevolution 1918 ohne Stellung. Er verließ Mecklenburg und verbrachte seinen Ruhestand mit seiner Frau in Bischofswiesen, wo sie 1917 im Ortsteil Strub unweit von Berchtesgaden das Haus Hubertus erworben hatten. Dabei handelte es sich um einen zweigeschossigen Schopfwalmdachbau mit rustizierten Pfeilern, westlichem Standerker, zweiseitig umlaufender Laube und Giebellaube im alpenländischen Stil, der nach Plänen des Baugeschäfts Baumann 1898/99 erbaut worden war. Yorrys gestalteten das Haus 1928 grundlegend um und fügten einen östlichen Erweiterungsbau mit Wintergarten an.
Am 1. Januar 1932 wurden Georg und Sibylle von Yorry Mitglieder der NSDAP. Georg von Yorry war Kulturwart der Ortsgruppe Berchtesgaden-Bischofswiesen und ab 1934 Kreishauptstellenleiter für Kultur. Ende 1932 gründete er die „Vaterländische Freilicht-Spiele Dietrich-Eckart-Bühne e.V.“ und ließ dafür auf seinem großen Grundstück eine Freilichtbühne mit 1500 Sitzplätzen errichten. Die Eröffnung fand am 15. Juli 1933 mit einer Aufführung des nationalsozialistischen Dramas Schlageter von Hanns Johst statt. Schon 1935 wurden die nur schlecht besuchten Aufführungen eingestellt.

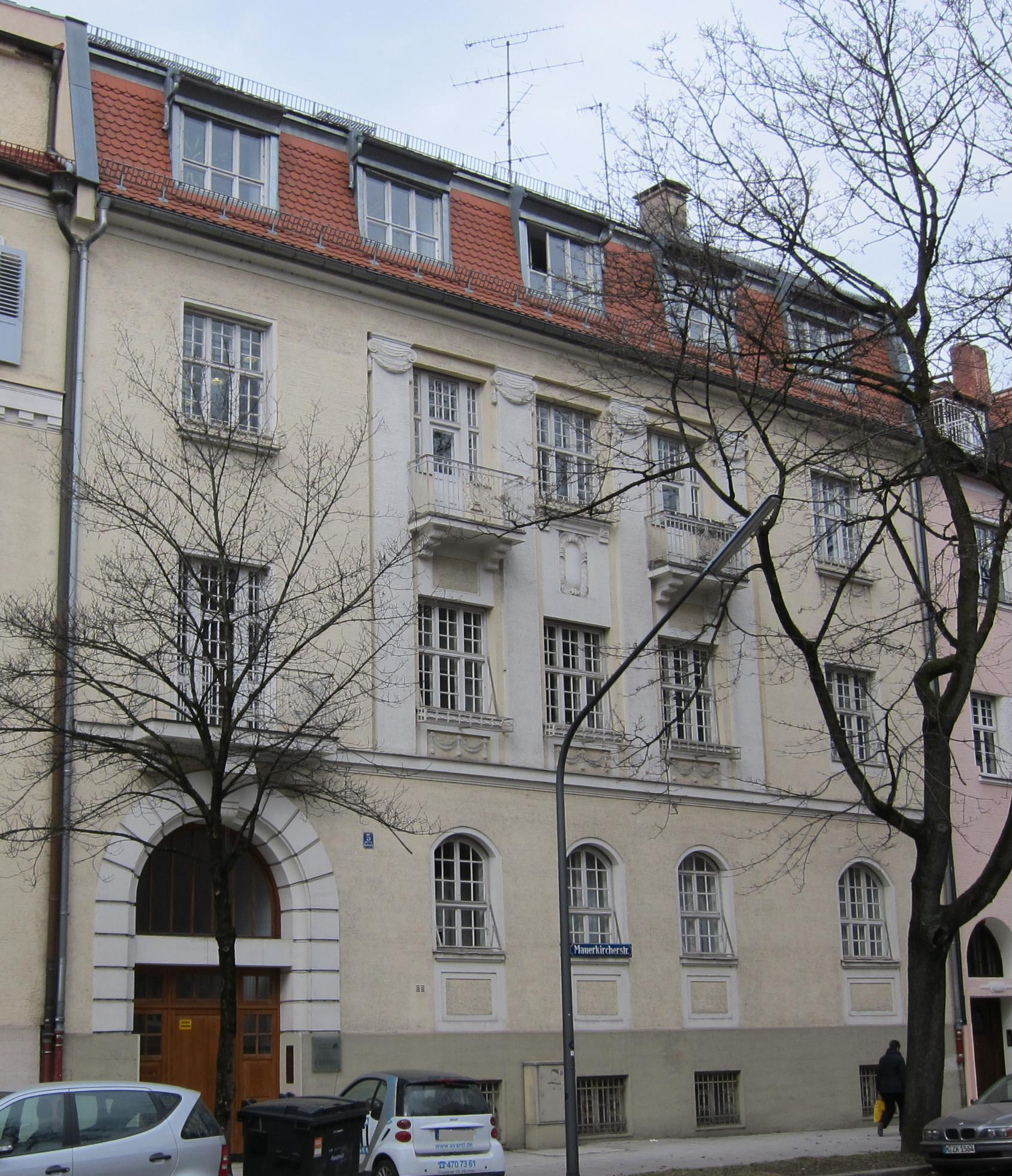
Mauerkircherstr 5 in Bogenhausen

In diesem Jahr stellte das Ehepaar von Yorry, beide „offensichtlich überzeugte Nationalsozialisten“, sein 10 Hektar großes Anwesen dem Jugendherbergswerk zur Schaffung der Adolf-Hitler-Jugendherberge zur Verfügung. Dafür erhielten sie lebenslanges Wohnrecht in 4 Zimmern des Hauses Hubertus und eine großzügige mietfreie Stadtwohnung in einem vom Jugendherbergswerk angekauften Haus in der Mauerkircherstr. 5 in München-Bogenhausen. Wegen der „Prestigeträchtigkeit“ des Projekts, das 
seinerzeit nur etwa sechs Kilometer vom Führersperrgebiet Obersalzberg entfernt lag, wurde der 1936 eingeweihte Bau zu einem bevorzugten Objekt mit Vorbildcharakter. Ab 1938 sollte die Jugendherberge auf 1000 Plätze stark erweitert und damit, so die zeitgenössische Berichterstattung, „die größte Jugenherberge der Welt“ werden. Nur ein Teil der Erweiterungsbauten wurde vor Beginn des Zweiten Weltkriegs fertig. Die Jugendherberge ist als Jugendherberge Berchtesgaden im Wesentlichen, wenn auch teilweise umgebaut, bis heute erhalten. Das Haus Hubertus musste, obwohl unter Denkmalschutz stehend, 2022 „aus statischen Gründen“ abgerissen werden. Auf seiner Fläche soll ein neuer Zentralbau der Jugendherberge entstehen.

## Johanniterorden
Georg von Yorry trat 1911 als Ehrenritter dem Johanniterorden bei und wurde dort 1924 Rechtsritter, zuletzt organisiert, durch den Wohnsitz, in der Bayerischen Genossenschaft der Kongregation. Aufgrund seiner Mitgliedschaft in der NSDAP bat er via Antrag im Dezember 1938 den Herrenmeister aus dem Orden ausscheiden zu dürfen. Zeitgleich taten dies u. a. Adolf von und zu Gilsa, Karl Christian Prinz zu Lippe-Weißenfeld, Ewald von Massow, Victor von Poser und Groß-Naedlitz sowie Walther von Wiese und Kaiserswaldau. Insgesamt betraf es etwa zehn Prozent des Johanniterordens, etwa 410 Mitglieder. Nur in derzeit zwei bekanntenb Einzelfällen wurde nach dem Krieg eine Wiederaufnahme, obwohl zuvor nicht gestattet, vollzogen.

## Nachlass
Sibylle von Yorry, die ihren Mann um drei Jahre überlebte, schenkte zwischen 1957 und 1959 dem Germanischen Nationalmuseum in Nürnberg ein großes Konvolut aus Kunsthandwerk, Textilien und Gemälden. Der Nachlass von Georg und Sibylle von Yorry wird im Historischen Archiv des Germanischen Nationalmuseums verwahrt.

## Auszeichnungen
- Hausorden der Wendischen Krone, Großkomtur (23. Juni 1914)[33]
- Kreuz für Auszeichnung im Kriege am roten Bande[34]
- Gedächtnismedaille für den hochseligen Großherzog Adolf Friedrich V.[35]
- Königlicher Kronen-Orden (Preußen), 3. Klasse[35]
- Hausorden Albrechts des Bären, Komtur 2. Klasse[35]
- Albrechts-Orden, Komturkreuz 2. Klasse[35]
- Sachsen-Ernestinischer Hausorden, Komturkreuz 2. Klasse[35]
- Lippischer Hausorden, Ehrenkreuz 2. Klasse[35]
- Schaumburg-Lippischer Hausorden, Ehrenkreuz 2. Klasse[35]
- Kronenorden (Belgien), Großkreuz[35]
- Royal Victorian Order, Knight Grand Cross[35]
- Oldenburgischer Haus- und Verdienstorden des Herzogs Peter Friedrich Ludwig, Ehren-Ritterkreuz 2. Klasse[35]
- Dannebrogorden, Ritter (3. August 1896)[36]
- Orden der Eisernen Krone (Österreich), 3. Klasse[35]
- Annenorden, 3. Klasse[35]
- Orden der Eichenkrone, Kommandeurkreuz[35]
- Sankt-Stanislaus-Orden, 3. Klasse (1897)[35]
- Tschernagorischer Unabhängigkeitsorden (Orden Danilos I. für die Unabhängigkeit), Kommandeurkreuz
- Osmanié-Orden, 3. Klasse[35]